# Putre
Putre és una ciutat i comuna, capital de la Província de Parinacota, a la Regió d'Arica i Parinacota, a Xile. Està situada a 145 km d'Arica, a l'altiplà andí. Té una superfície de 5902,5 km² i una població total de 2765 habitants.

## Història
A l'arribada dels conqueridors espanyols, Putre era una pascana de molta activitat en el Qhapaq Ñan (camí inca) als jaciments de Potosí i que enllaçava també pel sud a les localitats de Zapahuira, Socoroma i Copiapó per després continuar cap a la vall del Mapocho.
Durant l'auge miner de la colònia es va convertir en un important centre de producció agrícola i de descans en el camí a les mines. Les primeres famílies espanyoles i mestisses a assentar-se en Putre, cap a l'any 1580, provenien del sud del Perú i de Bolívia; entre les quals poden esmentar-se els Càceres, naturals del poble de Paucarpata en Arequipa, que van portar la primera imatge religiosa de la Puríssima Concepció, que encara es venera en el temple, o els Condori provinents de Puno, que van portar amb si una imatge de Sant Agustín, i els Luqui de Bolívia, als qui probablement es deu l'actual devoció a la vall a la Verge de la Asunta.
Un dels primers censos de Putre l'any 1750 reportava 233 habitants aymaras. Com a conseqüència de la independència peruana i de la caiguda en la producció minera de Potosí, molts natius espanyols van abandonar la zona. El cens peruà de 1879 indicava que la població es componia exclusivament de pobladors aymaras igual que en tots els poblats precordillers de la província d'Arica.
En esclatar la Guerra del Pacífic, l'exèrcit peruà va mantenir en Putre i la propera vall de Lluta un important nombre de bous per a la manutenció de les guarnicions de Tacna i Arica. Al començament de 1880, les primeres avançades xilenes van arribar al poble de Putre, on un piquet de merodeadores compost de 30 homes es va entretenir, "traient bestiars, i com els reis moros de Granada, imposant contribucions de vaques, d'ovelles i de verges", segons refereix l'historiador xilè Benjamí Vicuña Mackenna.
Signada la pau en 1883 i durant el procés de xilenizació, va haver en Putre un important focus de resistència cultural peruana. Cap a l'any 1900 un veí del poble anomenat Antonio Mollo, fabriquero de l'església de Putre, amb suport del rector de Belén, va organitzar un col·lectiu ciutadà autodenominat "Joventut Putrense", el qual va iniciar les seves activitats hissant la bandera peruana al poble, la qual cosa va motivar la intervenció armada de les tropes xilenes que guarnien la zona. Mollo va ser expulsat en 1922, però va tornar per continuar amb les seves activitats propagandístiques, fins a la seva mort en 1926. Un altre poblador d'important accionar a favor de la causa peruana va ser Modest Mena Mamani, natural de la localitat putrense de Ticnamar de la qual va ser expulsat en 1918 i a la qual va poder tornar després de la incorporació definitiva de Arica a Xile en 1929.

## Clima
Putre posseeix un clima altiplánic, típic de l'altiplà xilè-bolivià, per la qual cosa les pluges són molt més freqüents entre desembre i març. Les temperatures rares vegades aconsegueixen els 20 graus a l'estiu, i a l'hivern amb prou feines i ha gelades.
| Paràmetres climàtics mitjans de Putre            | Paràmetres climàtics mitjans de Putre | Paràmetres climàtics mitjans de Putre | Paràmetres climàtics mitjans de Putre | Paràmetres climàtics mitjans de Putre | Paràmetres climàtics mitjans de Putre | Paràmetres climàtics mitjans de Putre | Paràmetres climàtics mitjans de Putre | Paràmetres climàtics mitjans de Putre | Paràmetres climàtics mitjans de Putre | Paràmetres climàtics mitjans de Putre | Paràmetres climàtics mitjans de Putre | Paràmetres climàtics mitjans de Putre | Paràmetres climàtics mitjans de Putre |
| Mes                                              | Gen.                                  | Feb.                                  | Mar.                                  | Abr.                                  | Mai.                                  | Jun.                                  | Jul.                                  | Ago.                                  | Set.                                  | Oct.                                  | Nov.                                  | Des.                                  | Anual                                 |
| ------------------------------------------------ | ------------------------------------- | ------------------------------------- | ------------------------------------- | ------------------------------------- | ------------------------------------- | ------------------------------------- | ------------------------------------- | ------------------------------------- | ------------------------------------- | ------------------------------------- | ------------------------------------- | ------------------------------------- | ------------------------------------- |
| Temperatura diària màxima °C (°F)                | 18,9 (66)                             | 18,5 (65,3)                           | 19,3 (66,7)                           | 19,8 (67,6)                           | 18,4 (65,1)                           | 20,3 (68,5)                           | 19,1 (66,4)                           | 19,4 (66,9)                           | 18,9 (66)                             | 19,8 (67,6)                           | 19,1 (66,4)                           | 21,6 (70,9)                           | 21,6 (70,9)                           |
| Temperatura diària mínima °C (°F)                | 2,1 (35,8)                            | 2,8 (37)                              | 2,9 (37,2)                            | 2,9 (37,2)                            | 1,4 (34,5)                            | 0,2 (32,4)                            | 0,3 (32,5)                            | −1,4 (29,5)                           | 0,3 (32,5)                            | 0,7 (33,3)                            | 0,9 (33,6)                            | 1,5 (34,7)                            | −1,4 (29,5)                           |
| Precipitació total mm (polzades)                 | 97 (3,8)                              | 63 (2,5)                              | 26 (1)                                | 1 (0)                                 | 1 (0)                                 | 0 (0)                                 | 0 (0)                                 | 1 (0)                                 | 1 (0)                                 | 0 (0)                                 | 0 (0)                                 | 24 (0,9)                              | 214 (8,4)                             |
| Font: http://es.climate-data.org/location/37486/ |                                       |                                       |                                       |                                       |                                       |                                       |                                       |                                       |                                       |                                       |                                       |                                       |                                       |

## Atractius turístics

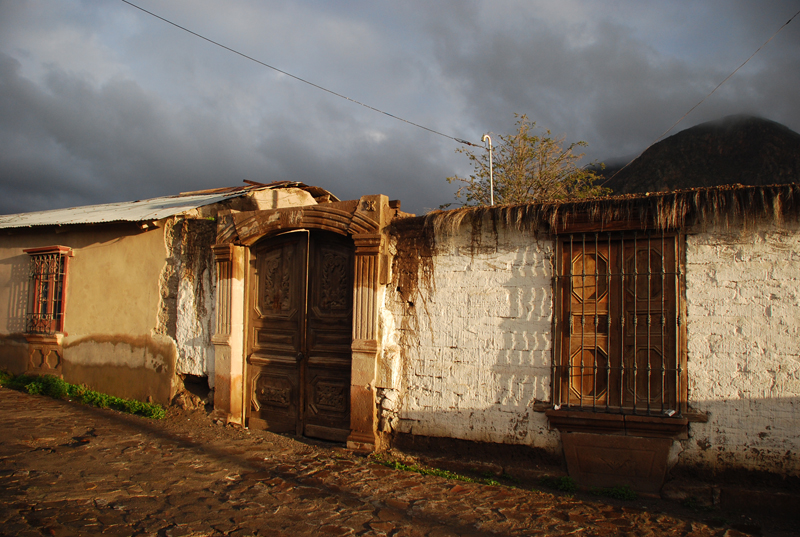
Portal de pedra tallada, de l'any 1885, al carrer Baquedano.

Un de les fites turístiques del poble és el carrer O'Higgins, la més antiga, la qual posseeix un acequió pel mitjà creuat per ponts de pedra amb bancs. Moltes cases a l'espai urbà conserven portals i ampits de finestres en pedra tallada del segle xvii, època de major auge econòmic. No obstant això, els actuals edificis són en la seva major part del segle XIX i es reutilitzen aquests antics elements decoratius, com és freqüent en construccions de la Colònia.
Des del poble, s'observa l'andenería de la feta fallida del riu Chilcacahua (al nord), amb plantacions d'alfals, orenga, papes i altres hortalisses. En l'entrada al poble, s'albiren corrals de flames i alpacas, que són destinades a l'exportació. La plaça té molts arbres i és molt cuidada. Al seu al voltant està l'edifici de la municipalitat i la governació, l'estació de Radi Parinacota, l'església i la casa parroquial.

## Economia
En 2018, la quantitat d'empreses registrades davant el Servei d'Impostos Interns en Putre va ser de 17. L'Índex de Complexitat Econòmica (ECI) en el mateix any va ser de -1,15, mentre que les activitats econòmiques amb major índex d'Avantatge Comparatiu Revelat (RCA) van ser Altres Activitats d'Edició (157,8), Hotels (88,99) i Govern Central (43,69).

## Cultura
Les activitats i esdeveniments més destacats en Putre són:
- Febrer: Carnestoltes de Putre.
- 15 d'agost: festa patronal de la Verge de la Asunta, amb danses i balls als carrers del poblat.
- Novembre (finalitats d'aquest mes): Fira Regional Andina, amb mostra ramadera, minera, artesanal, folklòrica i turística de l'altiplà; simultàniament es realitzen el Festival de la Cançó Andina i la Fira Internacional d'Integració.
- Novembre (últim cap de setmana): Crist Rei, amb una processó a una gruta en la feta fallida La Barranca.

## Medi ambient

### Energies renovables
Donat l'alt potencial d'energia solar del nord del país, les polítiques governamentals han anat enfocades a fomentar la producció d'autoconsum fotovoltaic en la comuna. Al gener de 2020, el Ministeri d'Energia va instal·lar a cinquanta famílies putreñas un sistema de panells solars per als seus propis habitatges, les quals no es trobaven connectades a la xarxa elèctrica.